# Frédéric Fromet
Pour les articles homonymes, voir Fromet.
Frédéric Fromet, né le 17 juillet 1971 dans le Loir-et-Cher, est un chansonnier français.
Il est notamment connu pour sa participation à l'émission de radio Par Jupiter ! (d'abord intitulée Si tu écoutes, j'annule tout) sur France Inter, où il interprète des chansons humoristiques, développant généralement des sujets d'actualité et reprenant souvent des mélodies préexistantes. Certaines de ses chansons ont donné lieu à des polémiques.

## Biographie

### Carrière
Selon Le Journal du Centre, après des études d’ingénieur en informatique et alors qu'il travaille dans cette branche (en gestion financière) pendant une dizaine d'années sans s'y plaire, Frédéric Fromet commence à écrire des chansons.
Il monte sur scène pour la première fois en 2002, puis de façon de plus en plus régulière à partir de 2003, dans de nombreux festivals et sur des scènes variées.
Son premier disque Chansons vaches mais vachement bien sort en 2003, puis un second en 2008, Quand la terre sera mourue !. La même année, lors de sa deuxième participation au Festival Off d'Avignon, il est repéré par Hugues Le Forestier, directeur du caveau de la République où il fait par la suite quelques essais avant de se produire régulièrement à partir de janvier 2009 et jusqu'en 2014. C'est dans cette salle qu'il fait la rencontre d'Alex Vizorek qui l'invitera à se produire dans le cadre d'une émission à laquelle il participe sur France Inter, le Septante-cinq minutes. La collaboration se pérennise avec Par Jupiter ! (alors nommée Si tu écoutes, j'annule tout) où Fromet intervient tous les vendredis,,. Toujours sur France Inter, il intervient aussi ponctuellement dans certaines autres émissions, comme la matinale de Patrick Cohen.
Parallèlement à son activité radiophonique, il continue à se produire sur scène, accompagné par François Marnier (clavier, accordéon, chœur) et Rémy Chatton (contrebasse, chœur) mais aussi par Clarisse Catarino. En 2015, il enregistre un disque en compagnie des Ogres de Barback qu'il a rencontrés quelques années plus tôt et qui l'ont invité sur scène à l'occasion de leurs 20 ans. L'album sort le 6 novembre 2015 sur le label Irfan, avec une pochette d'Aurel. Le magazine FrancoFans classe cet album à la seconde place de son palmarès des meilleurs disques 2015.
Il lance sa tournée sur son dernier album en 2015, et en parallèle se produit toutes les semaines à la Comédie de Paris jusqu'au 24 mai 2017.

### Famille
Il est le neveu de l'homme politique Michel Fromet.

## Polémiques

### La mort d'un matador
En juin 2017, la diffusion d'une chanson tournant en dérision la mort du matador Iván Fandiño déclenche la saisie du CSA par l'Union des villes taurines françaises (UVTF) et l'Observatoire national des cultures taurines (ONCT). Dans leur communiqué, le dirigeant UDI de l'UVTF Jean-René Etchegaray et celui de l'ONCT André Viard parlent de « propos inqualifiables », où la  « limite de la bêtise » est dépassée, de même que pour la « limite admissible de la liberté d'expression ». Ils demandent à Fromet « des excuses publiques [...] pour l'honneur de la radio »,. Ils annoncent également qu'ils saisissent, outre le CSA, la médiation et la direction de France Inter et Radio France. D'un autre côté, Fromet reçoit notamment le soutien d'organisations vegans et de l'Association Fadjen anti-corrida,
qui ouvre le 25 juin une pétition.
De son côté, Laurence Bloch, la directrice de la chaîne, défend le chansonnier : « dont le principe est [...] de pratiquer l'humour noir, s'emparer de sujets d'actualité, les moquer, les dénoncer ». Elle rajoute qu'elle « comprend tout à fait » « que la chanson [...] puisse choquer », et qu'elle exprime « toute [sa] compassion » pour la famille de Fandiño. Dans une interview à Télérama, elle rajoute que, sur France Inter, la « liberté d'expression [...] est absolue ».

### L'incendie de Notre-Dame
Dans une chanson d'avril 2019, il raille l'incendie de Notre-Dame. Après cette chanson Elle a cramé, la cathédrale, le CSA reçoit plus de trois mille plaintes, ce qui est qualifié de nombre très important.

### Jésus est pédé
Frédéric Fromet crée de nouveau la polémique durant l'émission du 10 janvier 2020 avec une chanson intitulée Jésus est pédé, en réaction à la condamnation par la justice brésilienne du film La Première Tentation du Christ. La chanson entraîne 7 300 saisines au CSA. Elle fait l'objet d'une condamnation de la part de chrétiens, du Comité IDAHO France, de la droite et de l'extrême droite. Nadine Morano, députée européenne des Républicains la qualifie de « bêtise crasse », Robert Ménard, maire de Béziers proche du Rassemblement national écrit que Fromet est un « pleutre, soumis et sans talent », qui s'évertuerait à « taper comme un sourd sur la religion catholique ».
Après cette chronique, qualifiée par la radio elle-même de « ratée », la directrice de France Inter a fait part de ses « regrets les plus sincères » et le chanteur a présenté ses excuses, invoquant « le droit à l'erreur ». Frédéric Fromet précise qu'il a souhaité traiter ainsi cette chronique afin de « dénoncer l'homophobie ». Il déclare par la suite qu'il « regrette profondément » ce sketch et ajoute : « Je m’interroge plus sur le risque de blesser des gens [...]. Les religions, je n’y touche plus à l’antenne. Je réserve ça pour la scène. »